# Placosaris labordalis
Placosaris labordalis là một loài bướm đêm trong họ Crambidae.